# Arundo formosana
Arundo formosana är en gräsart som beskrevs av Eduard Hackel. Arundo formosana ingår i släktet Arundo och familjen gräs.
Artens utbredningsområde är Taiwan. Inga underarter finns listade i Catalogue of Life.

## Bildgalleri

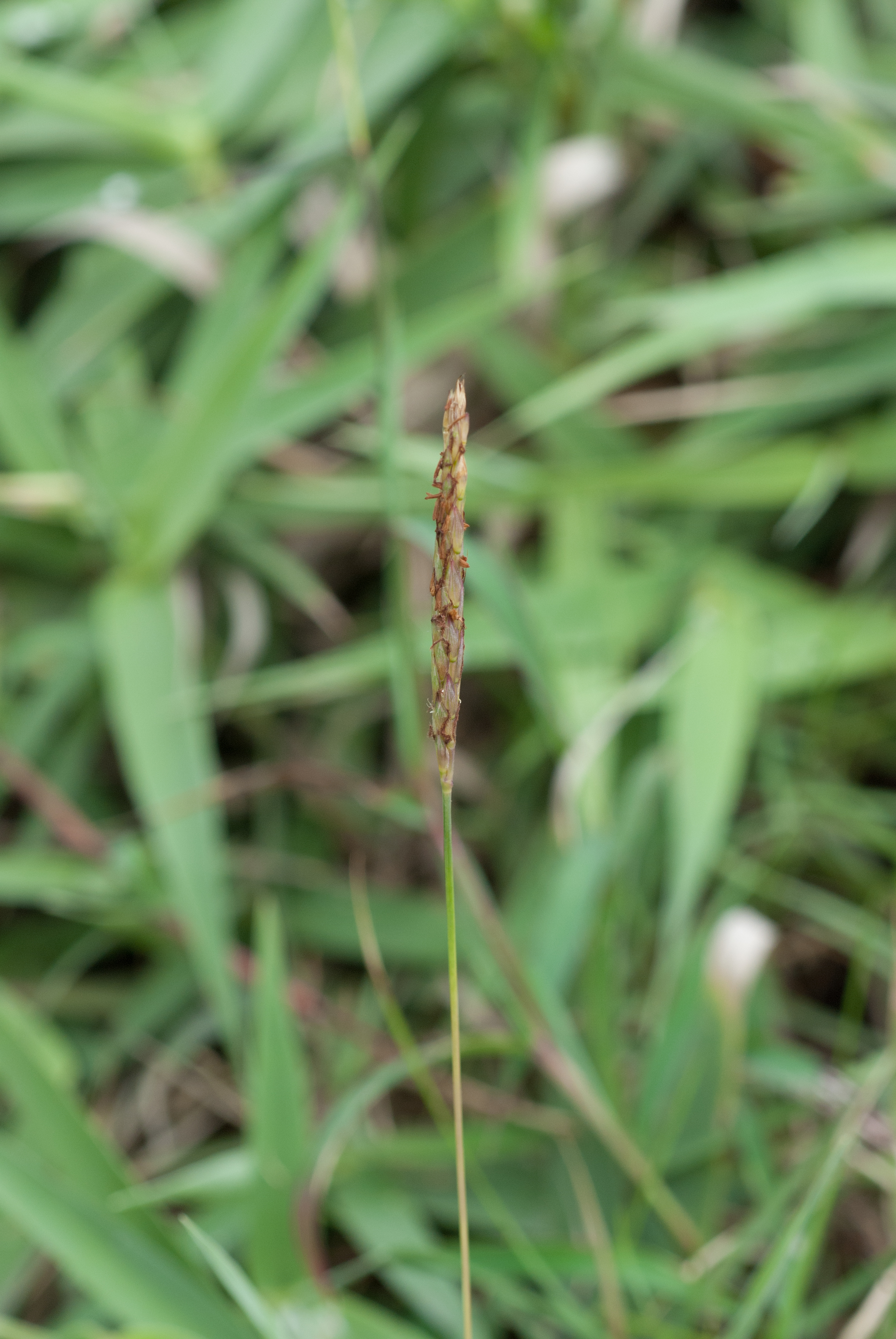